# Ereunetea flava
Ereunetea flava är en fjärilsart som beskrevs av W. Warren 1909. Ereunetea flava ingår i släktet Ereunetea och familjen mätare. Inga underarter finns listade i Catalogue of Life.